# Dobrocin (gromada)
Dobrocin – dawna gromada, czyli najmniejsza jednostka podziału terytorialnego Polskiej Rzeczypospolitej Ludowej w latach 1954–1972.
Gromady, z gromadzkimi radami narodowymi (GRN) jako organami władzy najniższego stopnia na wsi, funkcjonowały od reformy reorganizującej administrację wiejską przeprowadzonej jesienią 1954 do momentu ich zniesienia z dniem 1 stycznia 1973, tym samym wypierając organizację gminną w latach 1954–1972.
Gromadę Dobrocin z siedzibą GRN w Dobrocinie utworzono – jako jedną z 8759 gromad na obszarze Polski – w powiecie morąskim w woj. olsztyńskim na mocy uchwały nr 17 WRN w Olsztynie z dnia 4 października 1954. W skład jednostki weszły obszary dotychczasowych gromad Stare Kiełkuty, Wilamowo i Dobrocin ze zniesionej gminy Małdyty, obszar dotychczasowej gromady Dobrocinek ze zniesionej gminy Królewo oraz miejscowości Kudypy i Wola Kudypska z dotychczasowej gromady Wenecja ze zniesionej gminy Słonecznik w tymże powiecie. Dla gromady ustalono 10 członków gromadzkiej rady narodowej.
Gromadę zniesiono 1 stycznia 1958, a jej obszar włączono do gromad: Małdyty (wsie Stare Kiełkuty i Wilamowo, osady Barwiny, Dobrocin, Glądy, Kozia Wólka, Naświty, Potajanki, Rybaki, Nowe Kiełkuty i Wilamówko), Słonecznik (osady Kudypy i Wola Kudypska)  i Królewo (wieś Dobrocinek) w tymże powiecie.